# لس فاتالس پیکارد
لس فاتالس پیکارد (به انگلیسی: Les Fatals Picards) گروه موسیقی فرانسوی است.
آن ها در مسابقه آواز یوروویژن ۲۰۰۷ نماینده فرانسه بودند.